# Društvo za hrvatsku ekonomsku povijest i ekohistoriju
Društvo za hrvatsku ekonomsku povijest i ekohistoriju je osnovano u Zagrebu, 1. srpnja 2005. (Filozofski fakultet, Sveučilište u Zagrebu), znanstvena udruga koja je na osnivačkoj skupštini okupila vodeće hrvatske stručnjake iz područja ekonomske povijesti i ekohistorije (povijesti okoliša) iz svih dijelova Republike Hrvatske. 
Ovo je prvo društvo za ekonomsku povijest i ekohistoriju ne samo u Hrvatskoj nego i na širem prostoru. Od aktivnosti koje su u tijeku posebno valja istaknuti novi znanstveni časopis «Ekonomska i ekohistorija». Odlučeno je da će Društvo za hrvatsku ekonomsku povijest i ekohistriju ovaj časopis objavljivati uz financijsku pomoći i nakladništvo izdavačke kuće «Meridijani» dok su suizdavači Sekcija za gospodarsku povijest Hrvatskog nacionalnog odbora za povijesne znanosti te međunarodni znanstveni projekt «Triplex Confinium».
Na osnivačkoj skupštini za dopredsjednike su izabrani Željko Holjevac i Mirela Slukan Altić. Za članove izvršnog odbora izabrani su još: Ljiljana Dobrovšak (tajnica Društva), Mladen Tomorad, Ivica Šute, Zlata Živaković Kerže i Marino Manin. Za predsjednika nadzornog odbora izabran je Dragutin Feletar, a za članove Mira Kolar-Dimitrijević i Nenad Moačanin.
Temeljni ciljevi Društva su: poticanje i promicanje istraživanja u području ekonomske i društvene povijesti i ekohistorije; podupiranje poštovanja slobode mišljenja i izražavanja; zagovaranje profesionalnih etičkih načela među članovima Društva; njegovanje interdisciplinarnog, komparativnog i multiperspektivnog pristupa znanstveno-istraživačkom radu i održavanje znanstvenih i stručnih skupova, simpozija, kolokvija, seminara, predavanja, okruglih stolova i tribina iz područja ekonomske i društvene povijesti i ekohistorije.  
Na skupštini su istaknute planirane djelatnosti: okupljanje znanstvenika, prije svega onih koji se bave gospodarskom i društvenom poviješću, te poviješću okoliša (ekohistorija); objavljivanje časopisa za gospodarsku povijest i povijest okoliša «Ekonomska- i eko-historija» te drugih povijesnih izdanja; organiziranje istraživačkog stručnog i znanstvenog rada iz područja gospodarske i društvene povijesti, te povijesti okoliša (ekohistorije); poticanje i organiziranje znanstvenih istraživanja i projekata iz ekonomske povijesti i ekohistorije; priređivanje znanstvenih i stručnih skupova, predavanja, kolokvija i okruglih stolova; organiziranje izložbi, priredaba, sastanaka, seminara i tribina o povijesnim temama s težištem na ekonomskoj povijesti i ekohistoriji; prikupljanje financijskih i materijalnih sredstava za istraživanje i revitalizaciju hrvatske kulturne i povijesne baštine te postavljanje spomen-ploča i izradu promotivnog materijala; organiziranje stručnih ekskurzija s ciljem upoznavanja kulturno-povijesnih i prirodnih znamenitosti; poticanje osnivanja stručnih grupa za prikupljanje i objavljivanje povijesnih izvora, uređenje okoliša, zaštitu prirode i spomenika kulture; organiziranje povijesnih, kulturnih, turističkih i sličnih manifestacija; organiziranje predavanja znanstvenika u svrhu popularizacije ekonomije, povijesnih znanosti, ekologije i geografije.